# Síndrome de nefritis tubulointersticial y uveítis
El sndrome de nefritis tubulointersticial y uveítis o síndrome de TINU (("nefritis tubulointersticial con uveítis", del inglés; Tubulointerstitial and Uveitis) es una enfermedad rara. Se han publicado únicamente unos 80 casos en la bibliografía desde su descripción en 1975 por Dobrin et al1. Es más frecuente en edades infantiles y adolescentes (edad media de 13 años) y en niñas más que en niños.

## Síntomas
Normalmente se da en pacientes adolescenes y más en mujeres que en hombres. Puede comenzar con síntomas de astenia, pérdida de apetito, pérdida de peso, fiebre/frebrícula prolongada, dolor abdominal, dolor articular...
La uveitis puede comenzar con ojos rojos, dolor ocular, irritación...(se suele confundir con conjuntivitis)

## Prevalencia
Es una enfermedad muy rara. Únicamente se han documentado unos centenares de casos desde su descripción por primera vez en 1975.

## Historia
Fue descrita por primera vez en 1975.